# 트라이플레이트

트라이플레이트 작용기

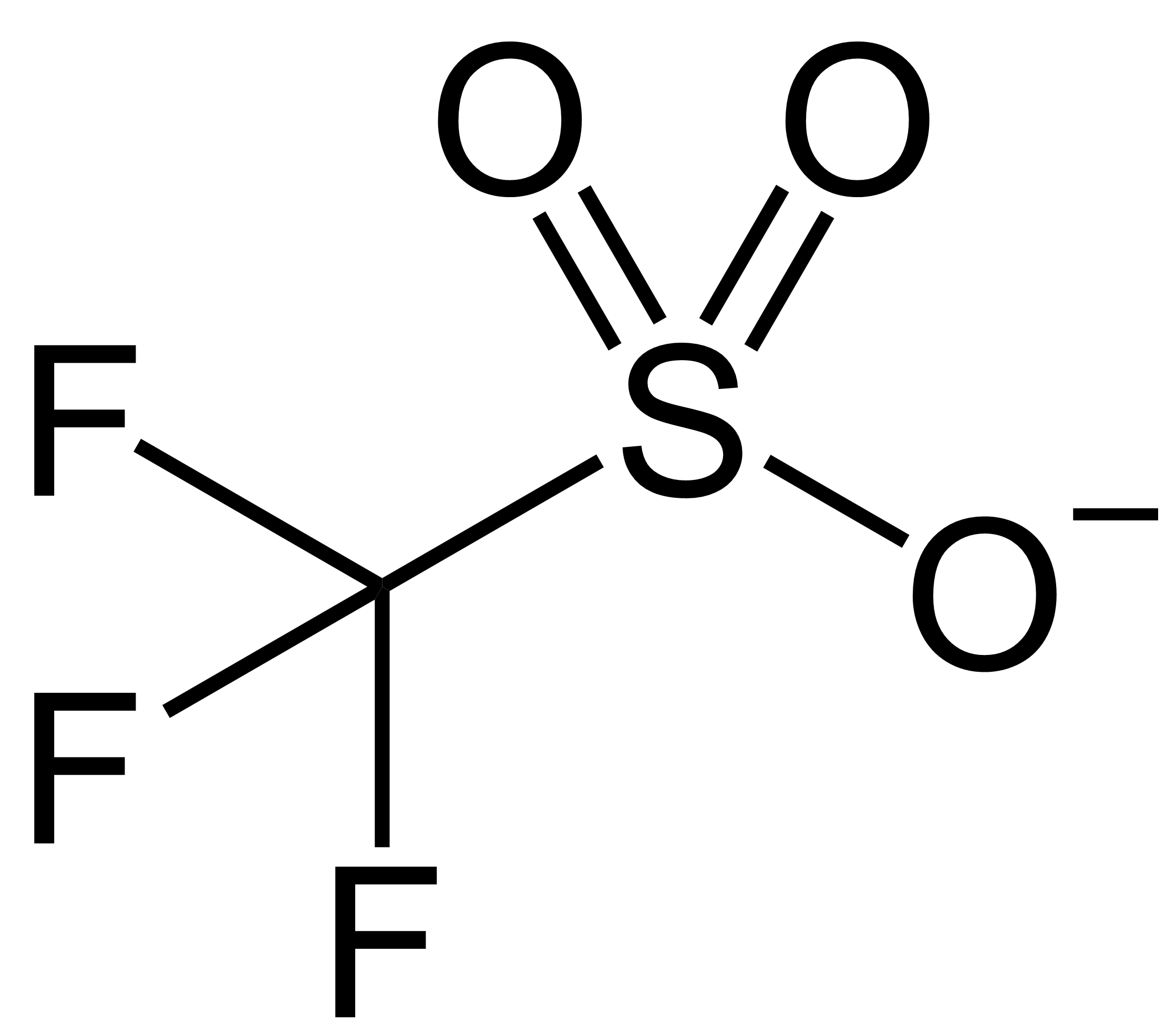
트라이플레이트 음이온

트라이플레이트(영어: triflate)는 유기화학에서 화학식이 R−OSO
2CF
3이며, 구조가 R−O−S(=O)
2−CF
3인 작용기이다. 트라이플레이트의 계통명은 트라이플루오로메테인설포네이트(영어: trifluoromethanesulfonate)이다. 트라이플레이트기는 보통 −OTf(트라이플일기(R−SO
2CF
3)인 −Tf와는 다름)로 표기된다. 예를 들어 n-뷰틸 트라이플레이트는 CH
3CH
2CH
2CH
2OTf로 표기된다.

## 같이 보기
- 작용기
- 트라이플일기